# Vendina
Vendina (francès Vendine) és un municipi francès situat al departament de l'Alta Garona i a la regió d'Occitània.